# White Lady
Le white lady (littéralement « dame blanche ») est un cocktail dont la couleur est blanche et le goût sec. Il est composé de gin, de triple sec et de jus de citron vert. Il titre 29,7 % d´alcool pour une contenance de 7 cl.
Il fut inventé en 1919 au Harry's New York Bar à Paris[réf. nécessaire].

## Recette
- 4 cl de gin ;
- 2 cl de triple sec ;
- 1 cl de jus de citron.

Mettre tous ces ingrédients dans un shaker avec de la glace pilée, secouer vigoureusement puis servir dans un verre à cocktail.